# 美濃市站

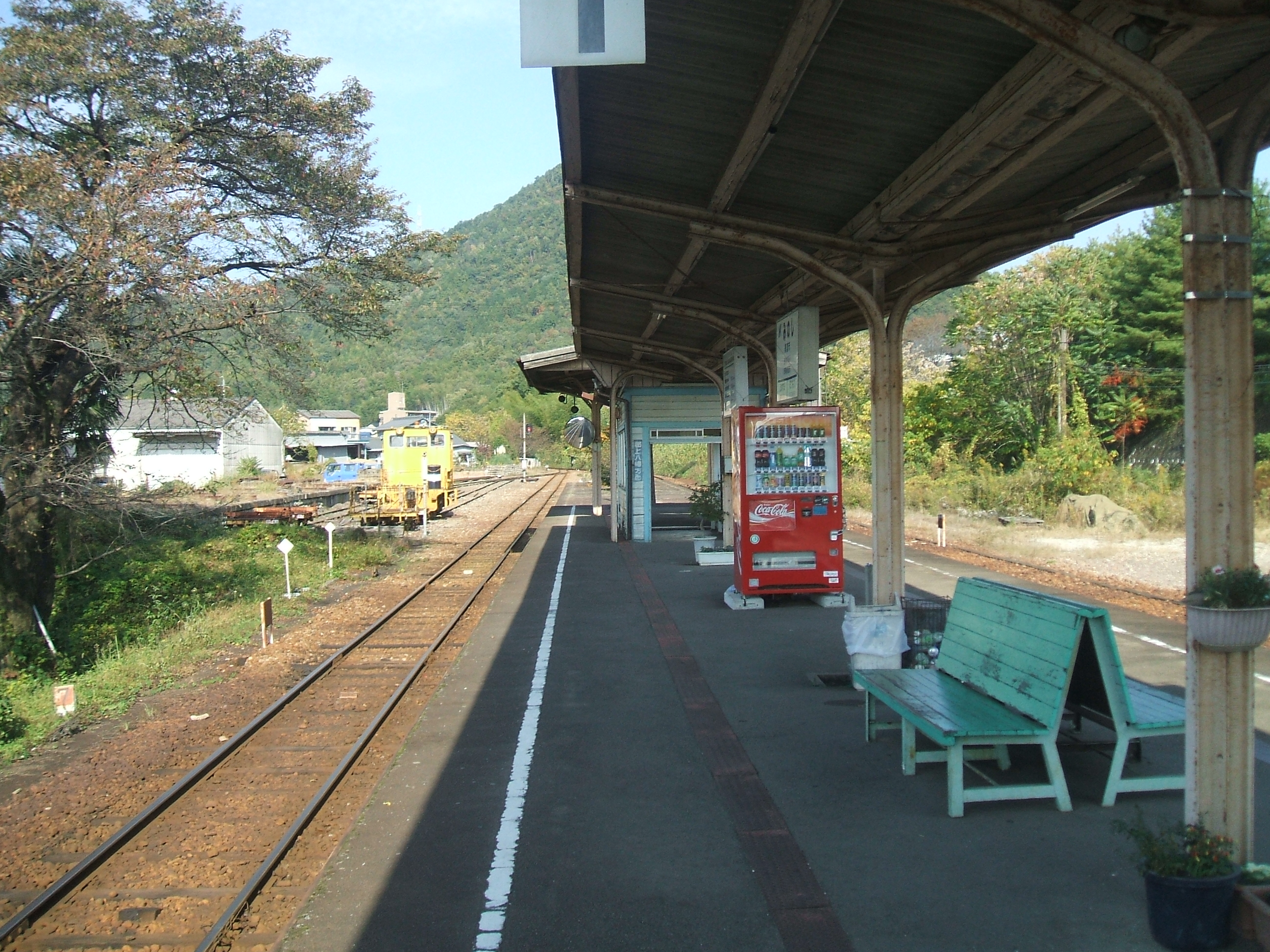
月台

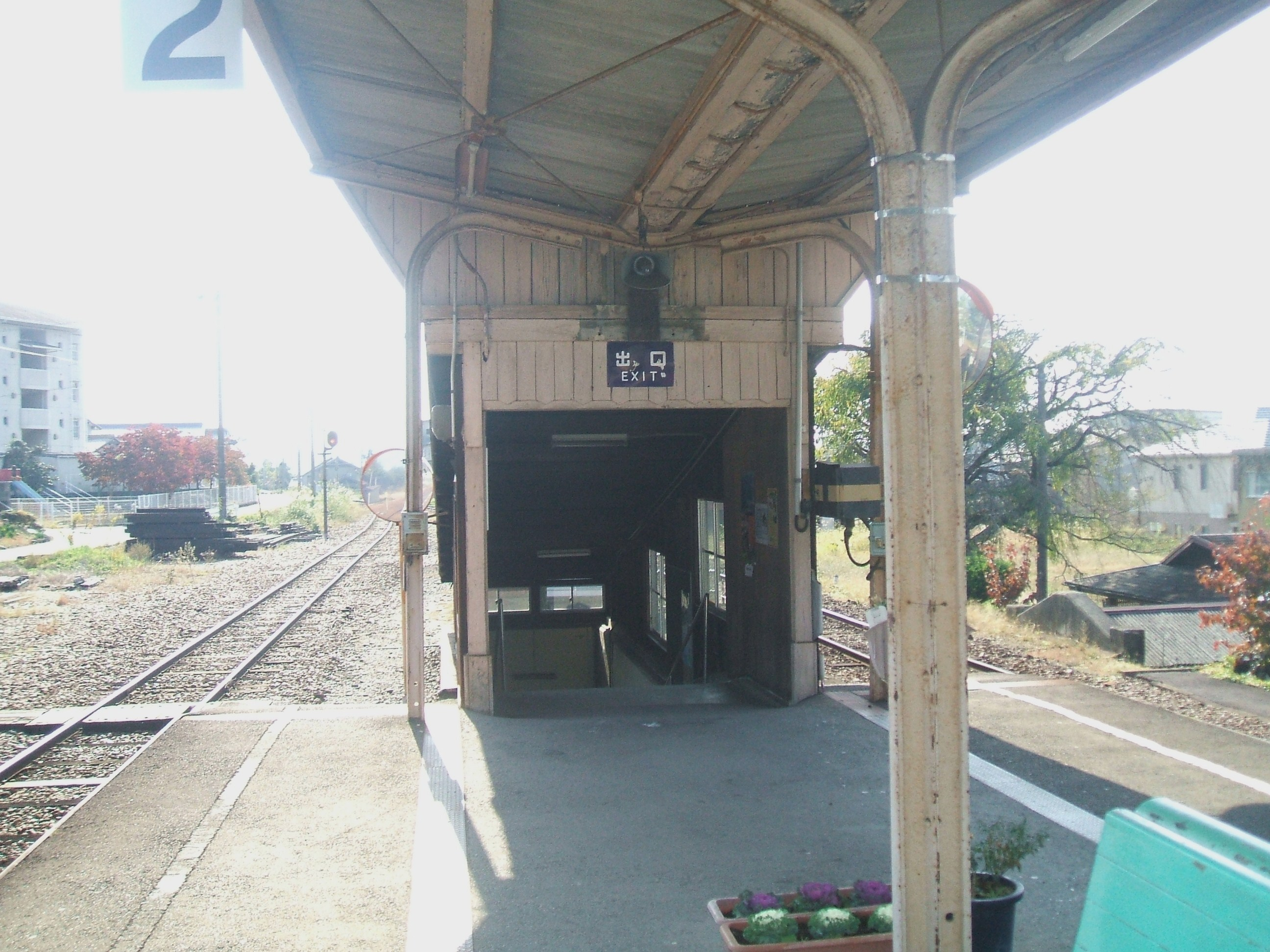
月台望向行人隧道出口

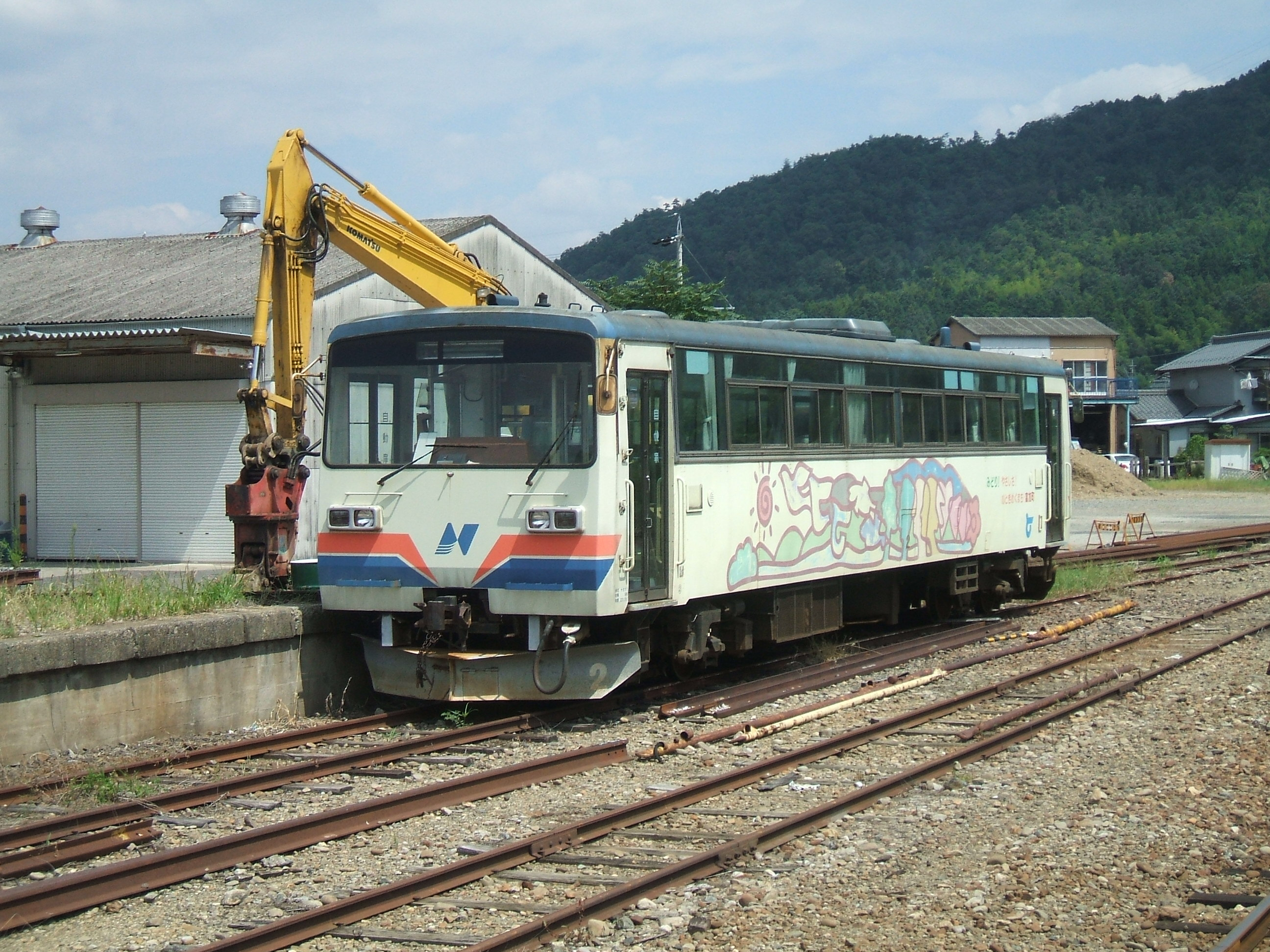
列車退役後，列車於側線拆毀（長良川鐵道長良1形柴油列車）（2號車，2009年8月）

美濃市站（日语：／ Minoshi eki */?）是位於岐阜縣美濃市龜野町，長良川鐵道的越美南線車站。車站編號是11。

## 歷史
- 1923年（大正12年）10月5日 - 越美南線美濃太田站至此站之間開通，此站啟用。當時車站名為美濃町站。為旅客和貨物車站[1]。
- 1926年（大正15年）7月15日 - 此站至板取口站（現時：湯之洞溫泉口站）之間開通[1]。
- 1954年（昭和29年）11月10日 - 車站改名為美濃市站。
- 1974年（昭和49年）10月1日 - 結束貨物起卸業務[1]。
- 1986年（昭和61年）12月11日 - 國鐵越美南線由長良川鐵道接管，成為長良川鐵道車站[1]。
- 2013年（平成25年）12月24日 - 美濃市站的車站大樓、月台與候車室登錄成為登錄有形文化財[2][3][4]。

## 車站構造
車站是一座地面車站，設有1面2線島式月台。月台與車站大樓都是位於一個較高的位置。車站大樓與月台之間設有行人隧道。日間設置了車站職員。此站設有售票櫃臺。在車站內設有停車場和單車停泊處。曾經此站設有咖啡廳，現已結業，現時該空間變成了事務所。
此站設有折返列車（折返列車在1號月台出發）。在車站北邊設有2條側線，用作停泊維護路軌的軌道車。

### 月台
| 月台 | 路線      | 方向                         | 備註         |
| ---- | --------- | ---------------------------- | ------------ |
| 1    | ■越美南線 | 郡上八幡、美濃白鳥、北濃方向 |              |
| 1    | ■越美南線 | 關、美濃太田方向             | 此站折返之用 |
| 2    | ■越美南線 | 關、美濃太田方向             |              |

## 使用狀況
以下為近年1日平均上落車人次列表
| 上落車人次變化 | 上落車人次變化     |
| 年度           | 1日平均 上落車人次 |
| -------------- | ------------------ |
| 1999           | 673                |
| 2000           | 586                |
| 2001           | 482                |
| 2002           | 482                |
| 2003           | 444                |
| 2004           | 366                |
| 2005           | 297                |
| 2006           | 310                |
| 2007           | 291                |
| 2008           | 332                |
| 2009           | 311                |
| 2010           | 222                |
| 2011           | 205                |
| 2012           | 190                |
| 2013           | 186                |

## 車站周邊
- 重要傳統的建造物群保存地區 美濃町（日语：美濃町）
- 名古屋食料事務所美濃分所
- 舊 名鐵美濃站[6][7]
- 美濃市立美濃中學（日语：美濃市立美濃中学校）
- 美濃郵局（日语：美濃郵便局）
- AEON Town美濃（日语：イオンタウン美濃）
- 東海北陸自動車道
- 岐阜縣道296號美濃市停車場線（日语：岐阜県道296号美濃市停車場線）
- 岐阜縣道281號關美濃線（日语：岐阜県道281号関美濃線）
- 岐阜縣道80號美濃川邊線（日语：岐阜県道80号美濃川辺線）

## 巴士路線
- 高速美濃·關 - 名古屋線（日语：高速美濃・関 - 名古屋線）
  - 前往名古屋（名鐵巴士中心）
- 岐阜美濃線
  - 前往JR岐阜（日语：JR岐阜駅バスターミナル）（經北一色）
- 高美線
  - 前往JR岐阜（經武藝川溫泉（日语：武芸川温泉））
- 牧谷線
  - 前往中濃廳舍
  - 前往洞戶栗原
  - 前往牧谷片知
- 美濃市合乘的士（日语：デマンドバス）

## 相鄰車站
長良川鐵道
越美南線
松森（10）－美濃市（11）－梅山（12）

## 注腳
1. 1 2 3 4 5  曾根悟（監修）. 朝日新聞出版分冊百科編集部（編集） , 编. . 週刊朝日百科. 26号 長良川鉄道・明知鉄道・樽見鉄道・三岐鉄道・伊勢鉄道. 朝日新聞出版. 2011-09-18: 10-11 （日语）.
2. ↑  国指定文化財等データベース 長良川鉄道美濃市駅本屋 （页面存档备份，存于）（日語） - 文化廳
3. ↑  国指定文化財等データベース 長良川鉄道美濃市駅プラットホーム及び待合所 （页面存档备份，存于）（日語） - 文化廳
4. ↑  . 美濃市教育委員会. 2014-02-25  [2020-07-19]. （原始内容存档于2020-07-20） （日语）.
5. ↑  美濃市統計書
6. ↑  舊名鐵美濃町線美濃駅 （页面存档备份，存于）（日語）（觀光情報） - 美濃市（2014年12月28日參閲）
7. ↑  舊名鐵美濃站 （页面存档备份，存于） - 岐阜的旅途指南（岐阜縣觀光聯盟，2014年12月28日參閲）

## 外部連結
- 美濃市站｜【官方網站】長良川鐵道株式會社 （页面存档备份，存于）（日語）